# Piercia yui
Piercia yui là một loài bướm đêm trong họ Geometridae.